# 山口明大
山口 明大（1976年5月29日-）は日本プロ麻雀協会に所属する競技麻雀のプロ雀士。ルーラー山口の名義でプロ活動を行っている。徳島県出身。ニューロン西日本統括。ニューロン四国独立リーグ顧問。認定特定非営利活動法人全国骨髄バンク推進連絡協議会理事。

## 来歴
- 1995年、岡山理科大学麻雀愛好会創設。後に大学の公認を得る[1]。
- 1996年、日本学生麻雀連盟第一期副会長に就任[1]。
- 1997年、若手雀士によるプロ・アマチュアのオープン大会「ニューロン腕自慢リーグ」第1期優勝[1]。
- 1999年、最高位戦日本プロ麻雀協会第25期プロテスト合格[1]。
- 2000年、徳島県内に麻雀愛好サークル「ニューロン徳島・牌友会」創設[1]。
- 2001年、徳島県内の役所に就職。同年、慢性骨髄性白血病を発症。余命数日と医師から宣告される[1]。
- 2002年5月、骨髄バンクから骨髄の提供を受け、社会復帰[1]。
- 2003年、雀荘「ブルードラゴン」姫路店専任プロ就任[1]。
- 2004年4月、徳島県脇町役場住民生活課税務室勤務開始[3]。
- 2005年、ニューロン四国独立リーグ創設[1]。
- 同年、「骨髄バンクチャリティ麻雀大会」を主宰し、第1回大会を東京都内で開催[1]。
- 2006年、人工授精により双子の女児が誕生し、2児の父になる[1]。
- 同年4月、徳島県市町村総合事務組合徳島滞納整理機構に2年間勤務[3]。
- 2007年10月、徳島滞納整理機構の立場で総務省自治税務局長特別表彰[3]。
- 2008年5月、徳島県美馬市収納強化プロジェクトチーム兼務[3]。
- 2015年5月、自治大学校第2部課程173期に入校
- 2018年10月、徳島県美馬市保険福祉部債権収納推進プロジェクトチーム兼務
- 2019年7月、認定特定非営利活動法人全国骨髄バンク推進連絡協議会理事就任
- 2019年11月、公務員アワード2019受賞

## 人物
自身が白血病を発症した経験から始めた「骨髄バンクチャリティ麻雀大会」は2018年には東京開催15回目を記録している。
趣味は子供と遊ぶこと。
Mリーグの発足に際して「麻雀プロが有名になることで、情報発信ができるというのが一番大きい。誤った情報を持っている方に対して、正しい情報を伝えることが大切だと思っています。麻雀界も1人1人が意識を高めていかないと。業界、業界と言っても、1人1人がよくなれば、麻雀のイメージもよくなると思っています」とコメントしている。